# Фращани
Фра̀щани (на гръцки: Ορεινή, Орини, до 1927 Φρασταινα, Фрастена) е село в Гърция, дем Сяр (Серес), с 820 жители (2001).

## География
Фращани е разположено на 15 километра северно от град Сяр (Серес) в южното подножие на планината Шарлия (Врондо) на река Серовица, наричана тук Фрътската ряка. Селото традиционно се дели на Горно Фращани (693 метра надморска височина) и Долно Фращани (684 метра надморска височина) - днес Ано Орини и Като Орини или само Орини. Развалините на село Баница (Кариес) са на 4 километра от Фращани.

## История

### Етимология
Според Йордан Н. Иванов името е от началното жителско име *Хвращане: х(в)раст, старобългарското хврастъ, руско хворост, с обичайна замяна хв > ф. Сравнима е местността Фращане във Витоша.

### Средновековие
На 1,5 km източно от Фращани са развалините на крепостта Кулата.

### В Османската империя
Местна легенда твърди, че името на селото е производно на връщане – преди 350 – 400 години в селото имало голяма епидемия от холера и цялото село било изоставено. Завърналите се впоследствие жители му дали новото име, за да ознаменуват завръщането си.
Според легендата селото е основано от трима братя – Енчо, който живеел в местността Нагледа (Ναγλέδα), Юдан, който живеел в Юданово (Ιουντάνοβο) и Геракар, който живеел в Геракаре (Γερακαρέ). Тези три населени места се свързали поради страх от бандити.
В края на XIX век Фращани е чисто българско село. Жителите на селото се занимават с рударство, като промиват руда по склоновете на Шарлия и я продават в другите мървашки села. След западането на рудодобива фращани започват да се занимават със земеделие, скотовъдство и кираджийство.
Църквата „Света Троица“ в Горно Фращани е от първата половина на XIX век, а „Света Марина“ в Долно Фращани е от 1836 година.
Жителите на Фращани участват активно в Кресненско-Разложкото въстание през 1878 година.
В „Етнография на вилаетите Адрианопол, Монастир и Салоника“, издадена в Константинопол в 1878 година и отразяваща статистиката на населението от 1873 Фращене (Fraschténe) е посочено като село със 107 домакинства с 345 жители българи. В 1889 година Стефан Веркович (Топографическо-этнографическій очеркъ Македоніи) пише за Фращани:
| „ | Фращтен: християнско село, разделено на две части, горна и долна: Горен и Долен Фращен. 2 църкви; жителите българи се занимават със земеделие и превоз към града на товарни животни на въглища и дърва. Оттук минава пътят от Сяр към планината Шерлия, до чийто връх са два и половина часа, а до Сяр – 4 часа. | “ |

В статистическите си таблици Веркович отбелязва Фращани като село с 227 български къщи.
В 1891 година Георги Стрезов определя селото като част от Баницакол и пише:
| „ | Долно Фращани, село на север от Сяр 3 1/2 часа. и на ЮЗ от Баница. Същото разстояние. Църква „Св. Богородица“, чете се гръцки и български, с гръцко училище с 25 ученици. Къщи 60; жители 350 души чисто българе. Горно Фращане, село 1/4 час на СИ от Долно Фращане. Пътят е също тъй стръмен; същото състояние на жителите. Църква „Св. Дух“, дето се чете смесено; гръцко училище с 15 ученици. 60 къщи всички българе. | “ |

Според статистиката на Васил Кънчов („Македония. Етнография и статистика“) в 1900 година в Горно Фращанъ живеят 545, а в Долно Фращанъ - 780 българи.
Всички жители и на двете села са под върховенството на Българската екзархия. По данни на секретаря на екзархията Димитър Мишев („La Macédoine et sa Population Chrétienne“) в 1905 година в Долно Фращани има 1120 българи екзархисти, а в Горно Фращани – 768. И в двете села функционират български училища. На 16 юли 1909 година видният екзархист Костадин Петров е убит от гръцки терористи между селата Календра и Еникьой.
В 1910 година според училищния инспектор към Българската екзархия в Сяр Константин Георгиев в Горно Фращани учител е Велик Георгиев, където учениците са 28 (27 момчета и 1 момиче), а в Долно Фращани учител е Паско Илиев, където учениците са 29 (27 момчета и 2 момичета). Константин Георгиев посочва още, че Долно Фращани има 150 къщи, които са разположени в две махали и в двете има църкви.
При избухването на Балканската война в 1912 година 11 души от Фращани са доброволци в Македоно-одринското опълчение. По време на войната Фращани е освободено от Седма рилска дивизия през 1912 година. Тогава в Горно Фращани има 120, а в Долно Фращани – 150 къщи.
- Носия
- Мъжка и женска носия, Драмски етнографски музей
- Булка от Горно Фращани
- Омъжена жена от Горно Фращани

### В Гърция
Гръцката армия достига до селото на около 10 – 11 юли 1913 г. Няколко дена преди пристигането на гръцките войски местното население било предупредено, че гърците при окупацията ще провеждат наказателни мерки. Ще търсят първо учителя и свещеника. Учителя Велик Георгиев и други селяни натоварват каквото могат да вземат и заминават за вътрешността на България. През юли 1913 г. селото е опожарено от гръцката армия. След Междусъюзническата война през 1913 година, по силата на Букурещкия договор, селото остава в пределите на Гърция. Според преброяването на новите провинции на Кралство Гърция от 1913 г. Горно Фращани наброява 532 души, а Долно Фращани – 691 души. След войната от Горно Фращани се изселват десет български семейства, а в 1925 година всички останали като остават само 23 гъркомански. От Долно Фращани се изселват само 10 – 15 семейства, а останалите гъркомански остават в селото. Бежанците от Горно Фращани са заселени в село Цар Калоян, Пловдивско, Пловдив, Сливен, Неврокоп (Гоце Делчев), Белица, а от Долно Фращани в Свети Врач (Сандански) и Неврокоп.
В 1927 година селото е прекръстено на Орини, в превод планинско. По спогодбата „Моллов – Кафандарис“ и предхождащите я споразумения, имотите на емигриралите българи са оценени от смесени комисии на много ниски цени и ликвидирани от гръцка страна с издаването на облигации и бонове. Облигациите се търгуват на безценица в България, а които не са продадени, с идването на комунизма са анулирани.
По време на Гръцката гражданска война цялото население на селото е интернирано в Сяр. Жителите на Фращани и до днес говорят български език.
| Име                         | Име              | Ново име          | Ново име          | Описание |
| --------------------------- | ---------------- | ----------------- | ----------------- | --- |
| Кукливец или Куклиш         | Κούκλιβετς       | Куниес            | Κούνιες           | връх и планинско пасище на ЮЗ от Фращани и на СИ от Мелникич; от кукла и наставка -иш, сравнимо с Черепиш, Куклиш |
| Дебел Бурун                 | Ντεμπέλ Μπουρούν | Митес             | Μύτες             | местност на ССИ от Мелникич                                                                                       |
| Бърцето                     | Μπαρσέτο         | Хамоклада         | Χαμόκλαδα         | местност на Ю от Мертатово                                                                                        |
| Кайнарджа                   | Καϊναρτζή        | Анавалуса         | Άναβάλλουσα       | река, която минава И от Мертатово                                                                                 |
| Али                         | Άλή              | Капетануди Рема   | Καπετανούδι Ρέμα  | река на З от Мертатово                                                                                            |
| Юреси                       | Γιουρέσι         | Ефодос            | Έφοδος            | местност на ЗСЗ от Мертатово                                                                                      |
| Сусуле или Суруле           | Σουρουλές        | Неротопос         | Νερότοπος         | [ 23 ] |
| Кайнарджа                   | Καϊναρτζή        | Лекани            | Λεκάνη            | местност на С от Мертатово                                                                                        |
| Сиврика                     | Σιβρίκα          | Митерон           | Μυτερόν           | връх на ССЗ от Мертатово                                                                                          |
| Ляска                       | Λιάσκα           | Фундукия          | Φουντούκια        | река, която минава З от Мертатово                                                                                 |
| Вискова нива                | Βίσκοβα Νίβα     | Висиниес          | Βυσινιές          | местност на С от Мертатово                                                                                        |
| Мустец                      | Μούστετς         | Вамено Рема       | Βαμένο Ρέμα       | река |
| Груневица                   | Γκρουνέβιτσα     | Ано Мерос         | Άνω Μέρος         | местност на СИ от Горно Фращани                                                                                   |
| Дренец                      | Ντένετς          | Селома            | Σέλωμα            | връх на СЗ от Горно Фращани (1138,6 m)                                                                            |
| Али Баба или Фрътската река | Άλή Μπαμπά       | Профити Илия Рема | Προφήτη Ήλία Ρέμα | реката на Фращани, извираща под връх Али Баба, ляв приток на Серовица                                             |
| Кремене                     | Κρέμενε          | Фотини Корифи     | Φωτεινή Κορυφή    | връх на СЗ от Горно Фращани                                                                                       |
| Чуклата                     | Τσούκλατα        | Ктипима           | Κτύπημα           | връх на ССИ от Горно Фращани (1323,2 m); от чука с епентеза на л                                                  |
| Демир Капия                 | Δεμιρ Καπί       | Сидеропетра       | Σιδερόπετρα       | връх на СЗ от Горно Фращани (1489 m)                                                                              |
| Кур                         | Κούρ Λόφος       | Ликофолия         | Λυκοφωλιά         | връх на ССЗ от Горно Фращани (1666,8 m)                                                                           |
| Сувата                      | Σουβάντα         | Ормитирион        | Όρμητήριον        | връх на ССИ от Горно Фращани (1400 m)                                                                             |
| Чакъла                      | Τσακούλα         | Петалон           | Πεταλλον          | скалист склон с терасовидни ниви на И от Долно Фращани                                                            |
| Модела Караагач             | Μοντέλα Καραγάτς | Фтелия            | Φτελιά            | местност на ЮЗ от Долно Фращани и на СИ от Мрамор                                                                 |
| Песешово                    | Πεσέσοβο         | Фрактис           | Φράκτης           | местност на И от Долно Фращани                                                                                    |

## Личности
Родени във Фращани
- Андон Христов (1880 – ?), македоно-одрински опълченец, 1 рота на 11 сярска дружина, от Долно Фращани[32]
- Атанас Дуалчев, македоно-одрински опълченец, четата на Георги Занков[33]
- Атанас Иванов Дерменджиев (1912 - ?), участник в Гражданската война на страната на ДАГ (1947 - 1948), ранен е изпратен на лечене във Варна, където остава да живее, оставя спомени[34]
- Атанас Продромов (Проданов), македоно-одрински опълченец, 4 рота на 5 одринска дружина, роден в Долно Фращани[35]
- Велик Георгиев (1883 - 1947), учител в Горно Фращани до 1913 г.[36]
- Димитър Аргиров, македоно-одрински опълченец, 24-годишен, 4 рота на 5 одринска дружина[37]
- Димитър Илиев Терзийски, български революционер от ВМОРО
- Кръсте (Кръсто, Кръстьо) Стефанов, македоно-одрински опълченец, 22 (24, 25)-годишен, от Долно Фращани, земеделец и кираджия, II отделение, четата на Михаил Чаков, четата на Яким Траянов, 1 рота на 14 воденска дружина, родом от Долно Фращани[38]
- Петър Иванов, македоно-одрински опълченец, 1 рота на 7 кумановска дружина[35]
- Петър Пантушев (1892 – ?), македоно-одрински опълченец, 1 рота на 7 кумановска дружина[39]
- Стоян Занев (1877 – ?), македоно-одрински опълченец, Нестроева и 4 рота на 5 одринска дружина[40]
- Стоян Зарев, македоно-одрински опълченец, 4 рота на 5 одринска дружина[41]
- Тодор Запрев (Запров, 1888 – ?), македоно-одрински опълченец, златар, четата на Георги Занков, 1 рота на 11 сярска дружина, роден в Долно Фращани[41]
- Тодор Янев, македоно-одрински опълченец, четата на Георги Занков[42]